# Eubaptus palliatus
Eubaptus palliatus là một loài bọ cánh cứng trong họ Bruchidae. Loài này được Lacordaire miêu tả khoa học năm 1845.

## Hình ảnh

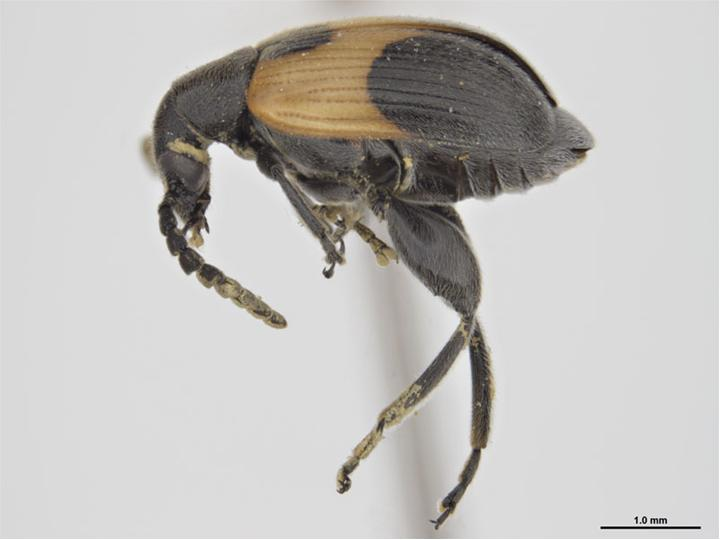